# Myles Kennedy
Myles Richard Kennedy, född Myles Richard Bass den 27 november 1969 i Boston, Massachusetts, är en amerikansk sångare och gitarrist. Han är sedan 2004 medlem i bandet Alter Bridge och har tidigare sjungit i bandet The Mayfield Four. Han medverkade även i filmen Rock Star från 2001. Bandet spelar genren "alternativ metal" / "hårdrock" / "progressiv metal". Han har även spelat med Slash.

## Diskografi (urval)

### Studioalbum
Med Cosmic Dust
- Journey (1991)

Med Citizen Swing
- Cure Me with the Groove (1993)
- Deep Down (1995)

Med The Mayfield Four
- Fallout (1998)
- Second Skin (2001)

Med Alter Bridge
- One Day Remains (2004)
- Blackbird (2007)
- AB III (2010)
- Fortress (2013)
- The Last Hero (2016)
- Walk The Sky (2019)

Med Slash
- Slash (2010)
- Apocalyptic Love (2012)
- World on Fire (2014)
- Living the Dream (2018)
- 4 (2022)

Solo
- Year of the Tiger (2018)
- The Ides of March (2021)